# 1741 Giclas
Giclas (asteróide 1741) é um asteróide da cintura principal, a 2,6893972 UA. Possui uma excentricidade de 0,0675218 e um período orbital de 1 789,04 dias (4,9 anos).
Giclas tem uma velocidade orbital média de 17,53818412 km/s e uma inclinação de 2,89212º.
Esse asteróide foi descoberto em 26 de Janeiro de 1960 por Goethe Link Obs..